# Primera dama o primer caballero de Honduras
El primer caballero de la República de Honduras o primera dama de la República de Honduras (en caso de ser mujer) es el título oficial otorgado al cónyuge del presidente de Honduras y anfitrión(a) del Palacio José Cecilio del Valle, residencia oficial del gobernante hondureño. Dicho puesto también incluye el cargo de director de la Junta Nacional de Bienestar Social; además, coordina actividades en materia social y cumple con deberes protocolarios exigidos a la esposa del presidente, algunas como ser labores de obras sociales, filantrópicas y el otorgamiento de premios y becas académicas. Con la victoria de Xiomara Castro, candidata presidencial de Libertad y Refundación en las elecciones presidenciales de 2021, su esposo Manuel Zelaya, expresidente de la república, asume la condición política y protocolaria de «primer caballero».

## Primera dama o primer caballero designado de Honduras
Las primeras damas y los primeros caballeros designados actúan como diputados más y cuando el presidente toma posesión da como cargos protocolarios

## Primeras damas y primer caballero hondureños
| Nombre primera dama                | Retrato                                          | Jefe de Estado/Presidente        | Período                                                | Notas                                                                                             |
| ---------------------------------- | ------------------------------------------------ | -------------------------------- | ------------------------------------------------------ | ------------------------------------------------------------------------------------------------- |
| Micaela Josefa Quezada Borjas      |                                                  | Dionisio de Herrera              | 1824-1827                                              | Primera dama de Honduras y Primera dama de Nicaragua en (1830-1833)                               |
| Mercedes Vidaurre Molina           |                                                  | Justo Milla                      | 1827                                                   | En funciones                                                                                      |
| María Ambrosia Garin Zepeda        |                                                  | Miguel Eusebio Bustamante        | 1827                                                   |                                                                                                   |
| Joaquina Josefa de Zelaya Vidaurre |                                                  | José Jerónimo Zelaya Fiallos     | 1827                                                   |                                                                                                   |
| María Josefa Lastiri Lozano        |                                                  | Francisco Morazán                | 1827-1829, 1830                                        | También fue primera dama de Centroamérica                                                         |
| Dolores Lastiri Lozano             |                                                  | Diego Vigil                      | 1828-1829                                              | Hermana de María Josefa Lastiri Lozano                                                            |
| Juana Lope                         |                                                  | Juan Ángel Arias                 | 1829-1830                                              | En funciones, madre del presidente Céleo Arias                                                    |
| Lucía Lastiri Lozano               |                                                  | José Santos Díaz del Valle       | 1830-1831                                              | Hermana de María Josefa Lastiri Lozano                                                            |
| María Manuela Díaz                 |                                                  | José Antonio Márquez             | 1831-1832                                              |                                                                                                   |
| Teresa Márquez Díaz                |                                                  | Joaquín Rivera                   | 1833-1836                                              | Hija del jefe de Estado José Antonio Márquez                                                      |
| Margarita Guillén Chávez           |                                                  | José María Martínez Salinas      | 1837-1838                                              |                                                                                                   |
| Juana Casco                        |                                                  | José María Guerrero              | 1839                                                   | Nacionalidad nicaragüense                                                                         |
| Petrona Vásquez Alcántara          |                                                  | José María Bustillo              | 1835/1839-1839                                         |                                                                                                   |
| Dolores Serafín Gómez              |                                                  | Felipe Neri Medina Córdova       | 13 - 15 de abril de 1839                               |                                                                                                   |
| Mercedes González Herrera          |                                                  | José Francisco Zelaya y Ayes     | 1838-1840                                              |                                                                                                   |
| Dolores Medina                     |                                                  | Francisco Ferrera                | 1840-1844                                              |                                                                                                   |
| Apolinaria Ayala                   |                                                  | Felipe Bustillo                  | 1848                                                   | En funciones                                                                                      |
| Josefa Pineda Castejón             |                                                  | Juan Lindo                       | 1848-1852                                              | Sobrina de José María Medina                                                                      |
| Nieves Cabañas Fiallos             |                                                  | José Francisco Gómez y Argüelles | 1852-1852 (Interinamente)                              | Hermana del general José Trinidad Cabañas Fiallos                                                 |
| Petronila Barrios Espinoza         |                                                  | José Trinidad Cabañas            | 1852-1852                                              |                                                                                                   |
| Soledad Gutiérrez Lozano           |                                                  | Juan López (general)             | 1852-1852                                              | En funciones, madre del presidente Rafael López Gutiérrez.                                        |
| Severiana Arbizú                   |                                                  | José Santiago Bueso Soto         | 1855-1855                                              |                                                                                                   |
| Ana Arbizú y Flores                |                                                  | José Santos Guardiola            | 1855-1862                                              | Enviudó tras el Magnicidio al presidente Guardiola.                                               |
| María Ana Milla Castejón           |                                                  | Victoriano Castellanos Cortés    | 1862-1862                                              | Abuela de la primera dama Margarita Fiallos Castellanos de Arias                                  |
| Mariana Milla                      |                                                  | José María Medina                | 1862/1863/1865-1865/1865-1866/1866-1869/1870-1874/1876 |                                                                                                   |
| Damiana Gálvez                     |                                                  | Crescencio Gómez Valladares      | 1865-1865                                              | En funciones                                                                                      |
| Nicolasa Avilés                    |                                                  | Francisco Cruz Castro            | 1869-1870                                              | En funciones                                                                                      |
| Jesús Planas Zúñiga                |                                                  | Juan Antonio Medina Orellana     | 16 - 26 de julio de 1872                               | De facto                                                                                          |
| Francisca Boquín                   |                                                  | Céleo Arias                      | 1872-1873                                              | Madre del presidente Juan Ángel Arias Boquín.                                                     |
| Luisa Castro Acosta                |                                                  | Ponciano Leiva                   | 1874-76, 1891-1893                                     |                                                                                                   |
| Josefa Dolores Rodezno             |                                                  | José María Zelaya Ayes           | 1876                                                   |                                                                                                   |
| Celestina Mijango                  |                                                  | Marco Aurelio Soto               | 1876-1883                                              | Nacionalidad guatemalteca                                                                         |
| Teresa Morejón Ferrera             |                                                  | Luis Bográn                      | 1883-1891                                              |                                                                                                   |
| Emma Gutiérrez Lozano              |                                                  | Policarpo Bonilla                | 1894-1899                                              |                                                                                                   |
| Carmen Alemán Saravia              |                                                  | Terencio Sierra                  | 1899-1903                                              | Nacionalidad nicaragüense                                                                         |
| Margarita Fiallos Castellanos      |                                                  | Juan Ángel Arias Boquín          | 1903-1903                                              | Nieta del presidente Victoriano Castellanos Cortés                                                |
| Josefa Matute                      |                                                  | Manuel Bonilla                   | 1903-1907                                              |                                                                                                   |
| Purificación Rodríguez Estrada     |                                                  | Miguel Oquelí Bustillo           | 1907                                                   | En funciones                                                                                      |
| Narcisa Romero Portillo            |                                                  | Miguel Rafael Dávila Cuéllar     | 1907-1911                                              |                                                                                                   |
| Victoria Alvarado Burchard         |                                                  | Francisco Bertrand Barahona      | 1912-1919                                              | Descendiente del cónsul norteamericano en Islas de la Bahía, Guillermo Burchard.                  |
| Gumersinda Inestroza Ocampo        |                                                  | Vicente Mejía Colindres          | 1919, 1929-1833                                        |                                                                                                   |
| Guillermina Leiva Castro           |                                                  | Francisco Bográn Barahona        | 1919-1920                                              | Hija del presidente Ponciano Leiva.                                                               |
| Ana Lagos Laínez                   |                                                  | Rafael López Gutiérrez           | 1920-1924                                              |                                                                                                   |
| Francisca Fiallos Inestroza        |                                                  | Vicente Tosta Carrasco           | 1924-1925                                              |                                                                                                   |
| María Leiva Castro                 |                                                  | Miguel Paz Barahona              | 1925-1928                                              |                                                                                                   |
| Elena Castillo Barahona            |                                                  | Tiburcio Carias Andino           | 1933-1949                                              |                                                                                                   |
| Laura Bárnes Paredes               |                                                  | Juan Manuel Gálvez               | 1949-1954                                              |                                                                                                   |
| Laura Vigil Lozano                 |                                                  | Julio Lozano Díaz                | 1954-1956                                              |                                                                                                   |
| Alejandrina Bermúdez Milla         | Archivo:Clementina Suárez poet from Honduras.jpg | Ramón Villeda Morales            | 1957-1963                                              |                                                                                                   |
| Gloria Figueroa                    |                                                  | Oswaldo López Arellano           | 1963-1970, 1972-1975                                   |                                                                                                   |
| Luz María Sequeira                 |                                                  | Ramón Ernesto Cruz Uclés         | 1971-1972                                              |                                                                                                   |
| Alba Nora Gúnera                   |                                                  | Juan Alberto Melgar Castro       | 1975-1978                                              | Primera mujer en buscar la presidencia de la república en 1998.                                   |
| Carlota Márquez                    |                                                  | Policarpo Paz García             | 1827-1827                                              |                                                                                                   |
| Aída Zacapa                        |                                                  | Roberto Suazo Córdova            | 1982-1986                                              |                                                                                                   |
| Miriam Bocock Selva                |                                                  | José Simón Azcona                | 1986-1990                                              |                                                                                                   |
| Norma Regina Gaborit               |                                                  | Rafael Leonardo Callejas         | 1990-1994                                              |                                                                                                   |
| Bessy Watson                       |                                                  | Carlos Roberto Reina             | 1994-1998                                              | Nacionalidad estadounidense                                                                       |
| Mary Flake                         |                                                  | Carlos Flores Facussé            | 1998-2002                                              | Nacionalidad estadounidense                                                                       |
| Aguas Ocaña                        |                                                  | Ricardo Maduro                   | 2002-2006                                              | Nacionalidad española                                                                             |
| Xiomara Castro                     |                                                  | Manuel Zelaya                    | 2006-2009                                              | Segunda Primera dama en buscar la presidencia. Primera mujer electa presidente de Honduras (2021) |
| Siomara Girón                      |                                                  | Roberto Micheletti               | 2009-2010                                              | De facto                                                                                          |
| Rosa Elena Bonilla                 |                                                  | Porfirio Lobo                    | 2010-2014                                              |                                                                                                   |
| Ana García Carías                  |                                                  | Juan Orlando Hernández           | 2014-2022                                              |                                                                                                   |
| Manuel Zelaya                      |                                                  | Xiomara Castro                   | 2022-presente                                          | Primer varón con título de Primer Caballero de la República                                       |